# Vuelta a España 1986
La Vuelta a España 1986, quarantunesima edizione della corsa, si è svolta in ventuno tappe, precedute da un cronoprologo iniziale, dal 22 aprile al 13 maggio 1986, per un percorso totale di 3666 km. La vittoria fu appannaggio dello spagnolo Álvaro Pino, che completò il percorso in 98h16'04", precedendo il britannico Robert Millar e l'irlandese Sean Kelly.

## Tappe
| Tappa  | Data      | Percorso                                                        | km   | Vincitore di tappa     | Leader cl. generale |
| ------ | --------- | --------------------------------------------------------------- | ---- | ---------------------- | ------------------- |
| Prol.  | 22 aprile | Palma di Maiorca > Palma di Maiorca (cron. individuale)         | 5,7  | Thierry Marie          | Thierry Marie       |
| 1ª     | 23 aprile | Palma di Maiorca > Palma di Maiorca                             | 190  | Marc Gomez             | Marc Gomez          |
| 2ª     | 24 aprile | Barcellona > Barcellona                                         | 182  | Manuel Jorge Domínguez | Marc Gomez          |
| 3ª     | 25 aprile | Lleida > Saragozza                                              | 212  | Eddy Planckaert        | Marc Gomez          |
| 4ª     | 26 aprile | Saragozza > Logroño                                             | 192  | Alfonso Gutiérrez      | Marc Gomez          |
| 5ª     | 27 aprile | Haro > Santander                                                | 202  | Jesús Blanco Villar    | Jesús Blanco Villar |
| 6ª     | 28 aprile | Santander > Laghi di Enol                                       | 191  | Robert Millar          | Robert Millar       |
| 7ª     | 29 aprile | Cangas de Onís > Oviedo                                         | 180  | Eddy Planckaert        | Robert Millar       |
| 8ª     | 30 aprile | Oviedo > Monte Naranco (cron. individuale)                      | 9,7  | Marino Lejarreta       | Robert Millar       |
| 9ª     | 1º maggio | Oviedo > San Isidro                                             | 180  | Charly Mottet          | Robert Millar       |
| 10ª    | 2 maggio  | San Isidro > Palencia                                           | 193  | Sean Kelly             | Robert Millar       |
| 11ª    | 3 maggio  | Valladolid > Valladolid (cron. individuale)                     | 29,1 | Charly Mottet          | Álvaro Pino         |
| 12ª    | 4 maggio  | Valladolid > Segovia                                            | 258  | Reimund Dietzen        | Álvaro Pino         |
| 13ª    | 5 maggio  | Segovia > Villalba                                              | 148  | Sean Kelly             | Álvaro Pino         |
| 14ª    | 6 maggio  | Casino Gran Madrid > Leganés                                    | 165  | José Recio             | Álvaro Pino         |
| 15ª    | 7 maggio  | Aranjuez > Albacete                                             | 207  | Jon Egiarte            | Álvaro Pino         |
| 16ª    | 8 maggio  | Albacete > Jaén                                                 | 264  | Alain Bondue           | Álvaro Pino         |
| 17ª    | 9 maggio  | Jaén > Sierra Nevada                                            | 172  | Felipe Yáñez           | Álvaro Pino         |
| 18ª    | 10 maggio | Granada > Benalmádena                                           | 191  | Viktor Demidenko       | Álvaro Pino         |
| 19ª    | 11 maggio | Benalmádena > Puerto Real                                       | 234  | Jesús Blanco Villar    | Álvaro Pino         |
| 20ª    | 12 maggio | Puerto Real > Jerez de la Frontera                              | 239  | Marc Gomez             | Álvaro Pino         |
| 21ª    | 13 maggio | Jerez de la Frontera > Jerez de la Frontera (cron. individuale) | 22   | Álvaro Pino            | Álvaro Pino         |
| Totale | Totale    | Totale                                                          | 3666 |                        |                     |

## Classifiche finali

### Classifica generale
| Pos. | Corridore            | Squadra          | Tempo     |
| ---- | -------------------- | ---------------- | --------- |
| 1    | Álvaro Pino          | Zor              | 98h16'04" |
| 2    | Robert Millar        | Panasonic        | a 1'06"   |
| 3    | Sean Kelly           | KAS              | a 5'19"   |
| 4    | Reimund Dietzen      | Teka             | a 5'58"   |
| 5    | Marino Lejarreta     | Seat-Orbea       | a 7'12"   |
| 6    | Pello Ruiz Cabestany | Seat-Orbea       | a 7'26"   |
| 7    | Laurent Fignon       | Système U-Gitane | a 7'29"   |
| 8    | Fabio Parra          | Café de Colombia | a 7'44"   |
| 9    | Anselmo Fuerte       | Zor              | a 10'50"  |
| 10   | Pedro Delgado        | PDM-Concorde     | a 11'50"  |

### Classifica a punti
| Pos. | Corridore            | Squadra    | Punti |
| ---- | -------------------- | ---------- | ----- |
| 1    | Sean Kelly           | KAS        | 253   |
| 2    | Pello Ruiz Cabestany | Seat-Orbea | 197   |
| 3    | Álvaro Pino          | Zor        | 129   |

### Classifica scalatori
| Pos. | Corridore        | Squadra  | Punti |
| ---- | ---------------- | -------- | ----- |
| 1    | José Luis Laguía | Reynolds | 146   |
| 2    | Álvaro Pino      | Zor      | 104   |
| 3    | Eduardo Chozas   | Teka     | 90    |